# Chiesa di San Ruffillo (Firenze)
La chiesa di San Ruffillo, detta anche di San Raffaele al Vescovo, era un edificio religioso di Firenze, che sorgeva tra piazza dell'Olio e piazza dei Cavallari.

## Storia e descrizione
Citata per la prima volta nel 1077, deve il suo nome al santo vescovo di Forlimpopoli. Fu tra le trentasei parrocchie della Firenze della "cerchia antica", posta vicino a una delle porte cittadine, la porta Domus, nei pressi di piazza dell'Olio. Il rettore della chiesa si chiamava infatti Portarius, della "porta", ed aveva l'obbligo di ospitare i sacerdoti forestieri che dovevano recarsi in città passando da o per questa posta. 
Si affacciava anticamente su piazza dei Cavallari, ma nel 1620 fu capovolta con ingresso su piazza dell'Olio. Il nome della piazza dei Cavallari era legato all'esistenza delle stalle dei corrieri e postiglioni del Comune, poi anche alla presenza della Compagnia di Sant'Anna dei Palafrenieri, che qui si riunì per un certo tempo dal XVII secolo alla soppressione.
Nel 1441 papa Eugenio IV ampliò la parrocchia si San Ruffillo unendovi quella soppressa di San Salvatore al Vescovo.
Con la soppressione settecentesca venne ridotta a civile abitazione e poi demolita, nel 1823.

## Descrizione
Vi si trovava una cappella affrescata dal Pontormo con la Vergine e santi (oggi nella Cappella di San Luca della basilica della Santissima Annunziata) e, secondo Vasari, la tavola di Filippino Lippi con la Crocifissione tra Maria e san Francesco, distrutta nel 1945 a Berlino.
Sulla porta si leggeva l'iscrizione: RVFFILLI VETVS HOC VENERATE SACELLVM / PONTIFICIS QVO SVB LAETA RAVENNA FVIT.

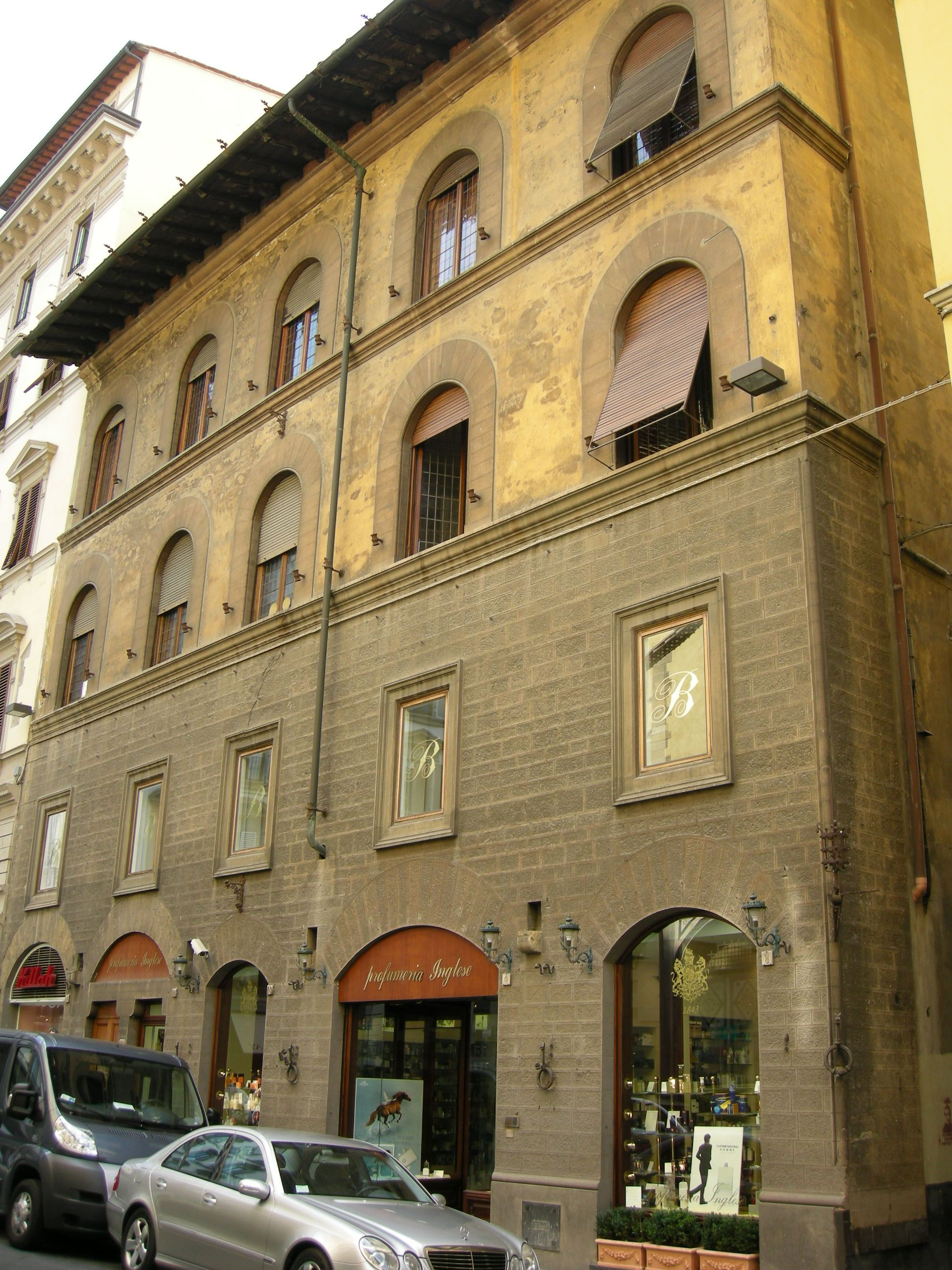
Palazzo che oggi sorge sul sito della chiesa di San Ruffillo
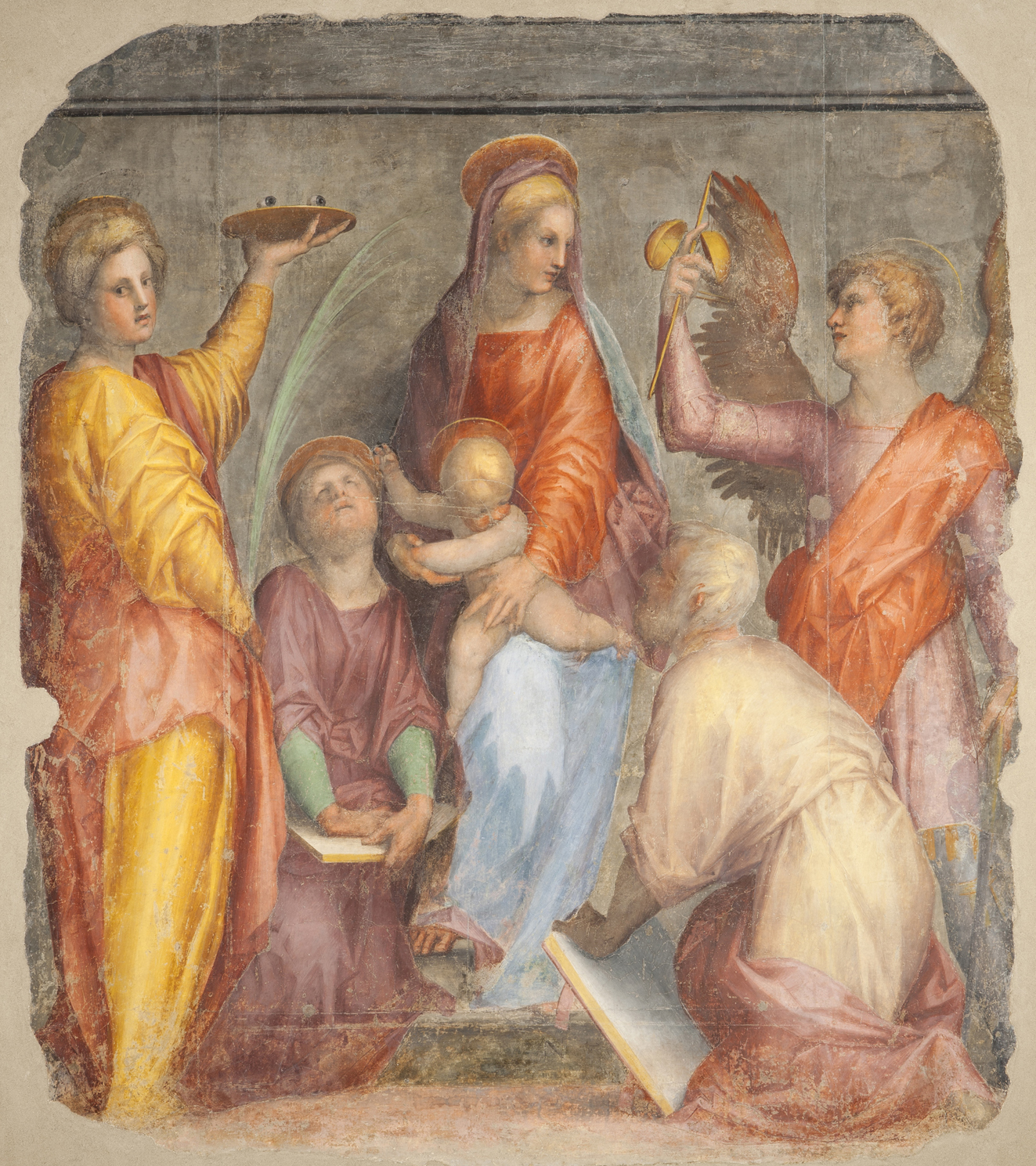
L'affresco di Pontormo
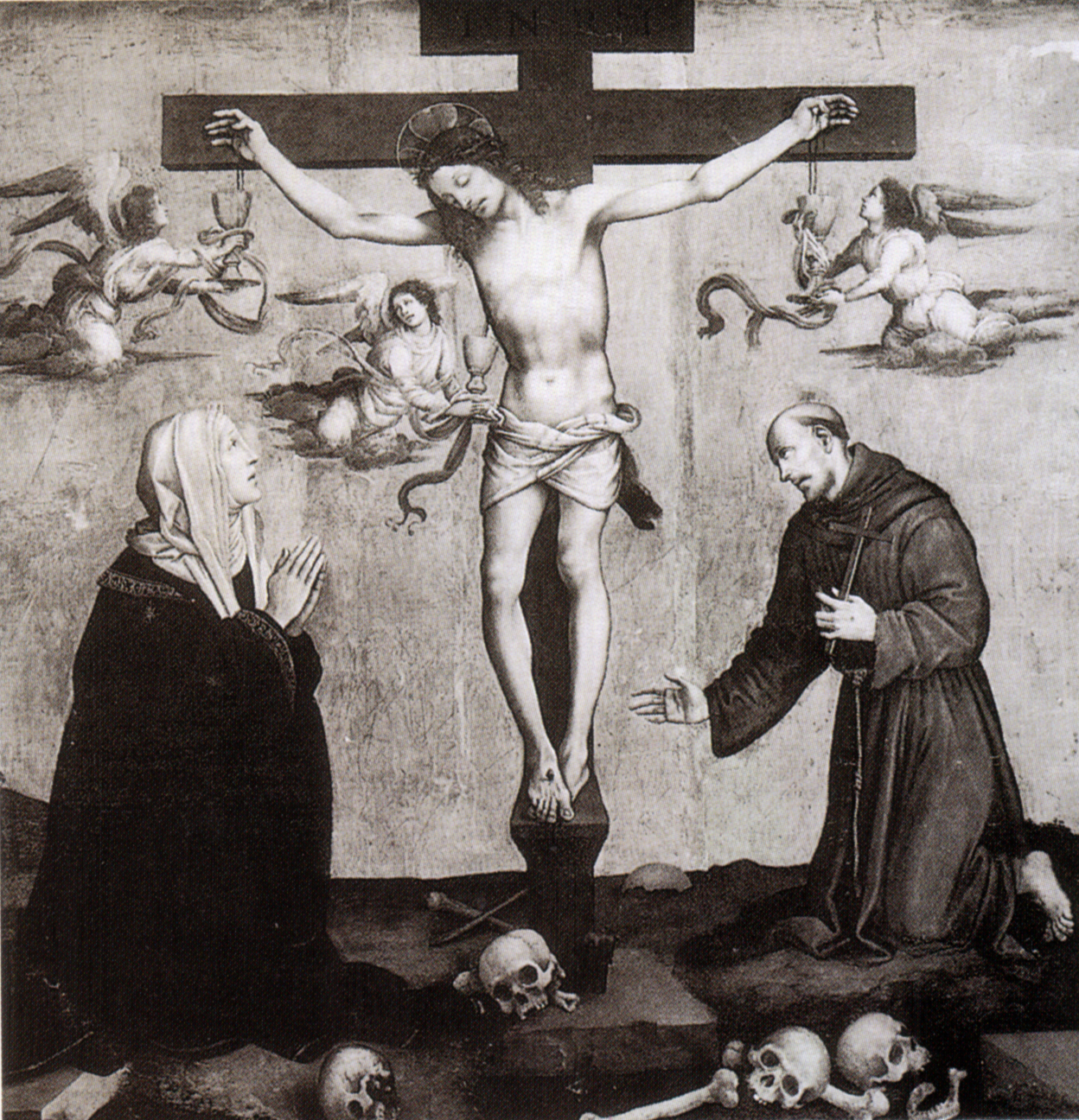
La pala di Filippino Lippi